# 李言荣
李言荣（1961年7月—），男，四川射洪人，中国电子材料与元器件专家，中国工程院院士，曾任电子科技大学校长和四川大学校长，四川省科协主席，现任西北工业大学党委书记，中共十七大代表，十三届全国政协委员。

## 生平

### 求学经历
1983年，本科毕业于四川师范大学，同年3月参加工作。1992年，取得中国科学院长春应用化学研究所应用化学专业博士学位。

### 电子科技大学
1994年7月，成为电子科技大学教授。1998年，任电子科技大学信息材料工程学院副院长、院长。2001年，任电子科技大学微电子与固体电子学院院长。2009年10月，任电子科技大学党委副书记。2011年12月，当选中国工程院院士。2013年4月，任电子科技大学校长。

### 四川大学
2017年12月，任四川大学校长。2018年1月，当选第十三届全国政协委员。

### 西北工业大学
2023年2月，任西北工业大学党委书记。

## 荣誉
获2项国家技术发明二等奖，及8项省部级奖。任电子薄膜与集成器件国家重点实验室主任，任973项目技术首席专家，入选教育部长江学者特聘教授计划，获国家杰出青年基金资助。

## 学术贡献
发表260余篇刊物论文，主编4本著作/教材。